# فافريا كريبريلوم
فافريا كريبريلوم تعتبر فراشة فافريا من جنس أحادية الخلية وهي من فصيلة الربابنة تنتمي إلى رتبة حرشفيات الأجنحة في عائلة الفراشات النطاطة "Hesperiidae"،وصنفت كـ أحادية الطراز. يُعرف هذا النوع عمومًا باسم ربان السبينوز.
واكتُشف ربان السبينوز، وهو نوع من المناطق القاحلة ، في شمال المجر ورومانيا وصربيا ومقدونيا الشمالية وبلغاريا ، عبر أوكرانيا وجنوب روسيا وحتى منطقة ألتاي ومنطقة أمور.
طول الأجنحة الأمامية 13-16 مم. هذا النوع يشبه "Muschampia tessellum" فالفراشات الصغيرة تبدو أجنحتها ملونة بشارات بيضاء وكبيرة على الجانب العلوي أما بالنسبة للفراشات الناضجة تكون أجنحتها الخلفية صفراء مميزة في الفترة من مايو إلى يونيو، و لا يوجد هناك الا جيل واحد بالسنة.
من المحتمل أن تتغذى اليرقات على أنواع بوتونتيلا "Potentilla" .